# ناصيف البياوي
 ناصيف البياوي  (مواليد 10 نوفمبر 1977 مدرب كرة قدم تونسي .
كان مساعداً للمدرب فتحي الجبال في نادي الفتح و حقق معه بطولة الدوري في عام 2012-2013 و بعدها انتقل لتدريب نادي هجر لمدة موسم في دوري الدرجة الأولى وصعد بهم للدوري الممتاز وبعدها عاد للفتح كمدرب ودربهم موسمين وفي عام 2016 وقع مع نادي الرائد و وصل معهم للمركز الخامس في الدوري وفي عام 2017 وقع مع نادي القادسية ولكن لم يستمر معهم طويلاً وتم فسخ عقده في شهر نوفمبر 2017 و بعدها وقع مع نادي الخور القطري وفي صيف 2018 وقع مع نادي الخريطيات .